# بن عربي
بن عربي أو بن (الاسم العلمي: Coffea arabica) هو نوع من النباتات يتبع جنس البن من الفصيلة الفوية. وهو من النبات المزروعة، تصل أبعادها حوالي 10م، أوراقها بيضاوية مسننة الرأس، وأزهارها بيضاء كثيفة تكون على الغصن متصلة مع عنق الأوراق. الثمرة بداخلها نوى تشكل البذور. البذور تحتوي على زيت هو المسؤول عن رائحة القهوة المميزة وأيضاً الكافئين. البن العربي: هو أحد أنواع البن ويوجد في إثيوبيا. والبن العربي هو أول نوع اكتشف من أنواع القهوة. والقهوة المحضرة من البن العربي هي أقل أنواع القهوة احتواء على الكافيين. ويبلغ طول حبته 9 إلى 12 مم. ويستحوذ البن العربي على 80% من الإنتاج العالمي للقهوة.

## التاريخ
كان أول ذكر للقهوة المصنوعة من حبوب البن المحمصة (بذور نباتية) من العلماء العرب، الذين كتبوا أنه كان مفيدًا في إطالة ساعات عملهم. انتشر الابتكار العربي في اليمن جنوب شبه الجزيرة العربية في صنع المشروب من الحبوب المحمص أولاً بين المصريين والأتراك، ثم وجد طريقه في جميع أنحاء العالم. يعتقد علماء آخرون أن نبات البن جاء من اليمن، بناءً على تقليد يمني يقضي بزراعة البن والقات معًا في «العدين» في اليمن في عصر ما قبل الإسلام.

## بيولوجيا
تنمو النباتات البرية إلى أن تصل ارتفاعها بين 9 و 12م، وتتفرع تفرعًا مفتوح، أوراقها متقابلة، بيضاوية إلى مستطيلة الشكل، بطول 6-12 سم، وعرضها 4-8 سم، خضراء غامقة لماعة. زهورها بيضاء، قطرها 10-15 ملم وتنمو في عناقيد إبطية. توجد البذور في حسلة. يبلغ قطرها 10-15 ملم، وتنضج عندما يكون لونها من الأحمر الفاتح إلى الأرجواني وتحتوي عادةً على بذرتين، تسمى غالبًا حبوب البن.
البن العربي هو النوع الوحيد متعدد الصيغ الصبغية من جنس البن، حيث يحمل 4 نسخ من 11 كروموسومًا (إجمالي 44) بدلاً من نسختين من الأنواع ثنائية الصبغيات. القهوة العربية عبارة عن تهجين بين ثنائي البن القصبي و Coffea eugenioides، مما يجعلها متآصلة الصبغيات، مع نسختين من جينومين مختلفين.

## التصنيف
صنفت القهوة العربية لأول مرة علميًا من قبل أنطوان دي جوسيو، الذي أطلق عليها اسم Jasminum arabicum بعد دراسة عينة من الحدائق النباتية في أمستردام. وضعه لينيوس في جنس القهوة الخاص بها في عام 1737.

## الفرق بين البن العربي والريبوستا
من حيث الطعم الروبوستا له طعم أكثر مرارة من الآرابيكا، والسبب إن الروبوستا فيه 2.7% كافيين أكثر مقارنة بالأرابيكا التي تحتوي على 1.5% كافيين تقريبًا، أمّا محتوى الدهون والسكر فيحتوي الآرابيكا نسبة 60% من الدهون أعلى وأكثر من الضعف في تركيز السكر الموجود في الريبوستا، مما يعطيها أفضلية أكبر لدى الناس.